# Röd raggskål
Röd raggskål (Lasiobolus ruber) är en svampart som först beskrevs av Lucien Quélet, och fick sitt nu gällande namn av Pier Andrea Saccardo 1889. Röd raggskål ingår i släktet Lasiobolus och familjen Ascodesmidaceae.  Arten är reproducerande i Sverige. Inga underarter finns listade i Catalogue of Life.